# Regne de Nàpols
El Regne de Nàpols o Regne de Sicília peninsular fou un estat situat al sud de la península Itàlica entre el segle xiii i el segle xix. Fou creat a partir de la divisió del Regne de Sicília després de la rebel·lió siciliana de les Vespres Sicilianes del 1282. Aquest territori feia referència a la part continental del Regne de Sicília formada per les regions de Calàbria, Pulla i Campània.

## Ascens angeví al tron sicilià
Amb l'ascens al tron de Manfred I de Sicília, fill il·legítim de Frederic I, el papa Climent IV l'excomunicà, i esdevingué el Regne de Sicília feu del papat. El papa francès demanà ajuda a Carles I d'Anjou per tal que fos expulsat de l'illa, i el 1266 Carles derrotà Manfred en la batalla de Benevent, i fou coronat rei de Sicília pel mateix Sant Pare a Roma.

## Revoltes Sicilianes
El 1282, els sicilians es revoltaren contra Carles d'Anjou en els fets coneguts com a Vespres Sicilianes i reivindicaren els drets sobre la corona siciliana de Pere el Gran, comte de Barcelona i rei d'Aragó, que el 1262 s'havia casat amb Constança de Sicília, hereva legítima de Manfred I.
El mateix any, Pere el Gran va forçar Carles I d'Anjou a deixar l'illa i retirar-se a la part continental del regne per ser coronat rei de Sicília el 30 d'agost.

## Separació dels regnes, Regne de Nàpols
Carles I d'Anjou, però, va mantenir les seves possessions al territori continental, donant pas al Regne de Nàpols, amb capital a la ciutat de Nàpols.
Carles I i els seus successors van mantenir la reclamació del Regne de Sicília, guerrejant sovint contra els aragonesos, fins al 1373, quan la reina Joana I va renunciar formalment a la demanda. Joana I va morir sense fills, tot i que adoptà abans de morir Lluís I d'Anjou com a fill. Aquesta situació comportà una lluita entre les dues línies Anjou: una primera línia dels Anjou, amb el cosí de la reina Carles, duc de Durazzo al capdavant; i una segona línia menor dels Anjou, amb Lluís I al capdavant, enfrontades en la Guerra de la Unió d'Ais. Durant 50 anys, hi hagué una lluita constant entre les dues branques angevines per aconseguir el poder reial del regne.
El 1384 és proclamat rei de Sicília a la catedral de Bari i l'1 de novembre de 1389, és coronat rei de Nàpols a Avinyó, en presència de Carles VI de França, per l'antipapa Climent VII. Rivalitzà amb el seu cosí Ladislau I de Nàpols pel tron napolità. El 1390 manà una expedició vers la ciutat de Nàpols i aconseguí capturar-la i expulsar-ne Ladislau, i el 10 d'abril de 1392 Tommaso da San Severino i Bernabò da San Severino, en favor de Lluís de Provença van derrotar i capturar en una emboscada a Ascoli Satriano Alberico da Barbiano i Otó de Brunswick, que lluitaven per Ladislau. Lluís de Provença va retenir el tron, i l'abril de 1393 la flota de Bernabò da San Severino va aixecar el nou setge a Nàpols que Ladislau havia iniciat, i a continuació es va dirigir a aixecar el setge de Sorrento que havia establert Giovanni di Trezzo, i l'any següent va atacar Aversa, on va derrotar els partidaris de Ladislau. En 1400, mort Bernabò da San Severino i amb Tommaso da San Severino passat al bàndol de Durazzo, un cop llicenciat Alberico da Barbiano del seu càrrec per a Joan Galeàs Visconti, aquest fou cridat en d'auxili de Ladislau, que s'havia refugiat a Gaeta quan Lluís va prendre Nàpols, va acampar en Afragola, i quan els nobles napolitans van donar suport a Lluís, aquest va cridar la flota de i va desembarcar a la capital, posant setge al Castell Nou, del que Lluís II de Provença va fugir per mar a Provença.

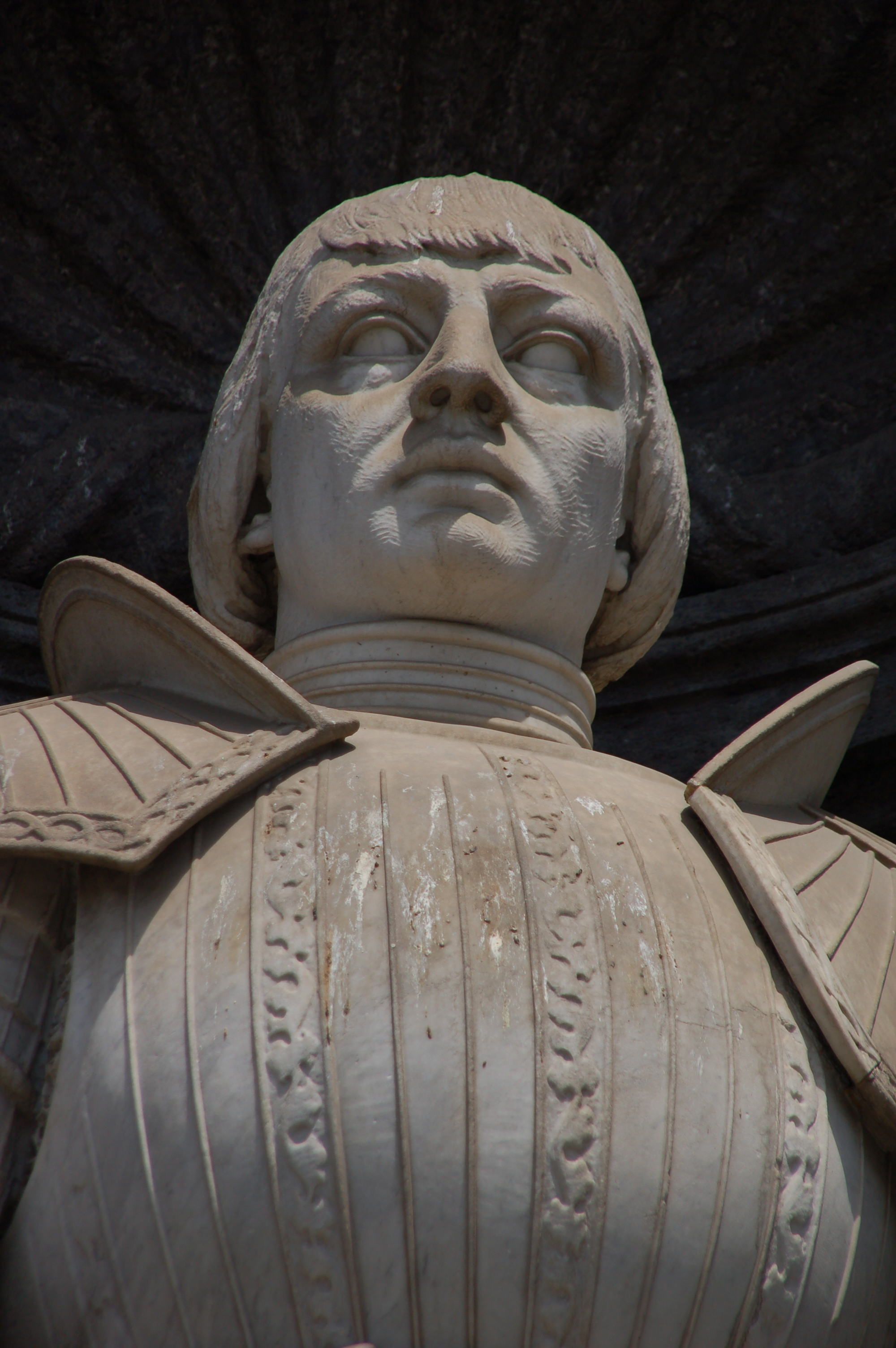
Estàtua d'Alfons el Magnànim a l'entrada del Palau Reial de Nàpols

La lluita entre les dues branques dels Anjou finalitzà el 1435 a la mort de la reina Joana II, de la línia Anjou-Durazzo, sense successió. Aquesta, tot i que primer havia adoptat el rei d'Aragó Alfons el Magnànim, adoptà Lluís III de Nàpols, de la línia menor dels Anjou, com a fill, cosa que finalitzà amb les disputes familiars. El germà de Lluís III, Renat I, va unir temporalment les dues demandes angevines.

## Dominació de la Corona d'Aragó
El 1442, el rei d'Aragó i rei de Sicília Alfons el Magnànim va conquerir el Regne de Nàpols i va unificar altre cop els dos regnes com a dependències de la Corona d'Aragó.
A la seva mort el 1458, el regne fou separat de nou i Nàpols fou heretada per Ferran I, fill il·legítim de l'anterior, mentre la part insular del regne, el Regne de Sicília, fou heretat pel seu germà Joan II d'Aragó, comte de Barcelona i rei d'Aragó.
A la mort de Ferran I el 1494, Carles VIII de França va envair Itàlia aprofitant la pretensió angevina vers el tron de Nàpols, iniciant així les conegudes Guerres d'Itàlia. El rei francès va fer fora Alfons II de Nàpols. Els hereus d'aquests seran reis titulars del regne, però el conflicte entre napolitans i francesos no s'acabarà fins al 1504, any en què Ferran el Catòlic conquerí el Regne de Nàpols i unificà altre cop els dos regnes sota la monarquia catòlica.

## Regne de les Dues Sicílies
Amb aquesta conquesta el 1504, del Regne de Nàpols per part de Ferran el Catòlic, que des del 1479 ja regnava al Regne de Sicília, el rei adoptarà un nou nom: Ferran III de Sicília. Aquest serà el naixement del Regne de les Dues Sicílies, vinculat inicialment a la Corona d'Aragó, però desvinculat el 1555 amb la creació del Consell d'Itàlia. El domini del Regne de Nàpols serà de la monarquia hispànica fins al 1713, primer sota la dinastia Trastàmara (1504-1516), la dinastia Habsburg (1516-1700) i finalment sota la dinastia Borbó (1700-1713).

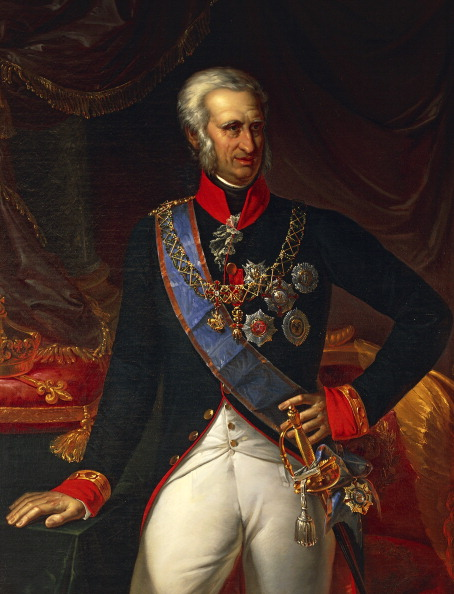
Ferran I de Dues Sicílies

Després de la Guerra de Successió espanyola i sota termes del tractat de Rastatt del 1714, Nàpols va ser donada a Carles VI d'Àustria, emperador germànic, mentre Sicília fou lliurada a Víctor Amadeu II de Savoia. Aquest bescanvià amb l'emperador el Regne de Sardenya pel Regne de Sicília, cosa que permeté l'annexió de Sicília a l'imperi, unificant les dues zones altre cop.
El 1734, durant la Guerra de Successió de Polònia, després de la batalla de Bitonto però, el Regne fou ocupat per la monarquia hispànica encapçalada per Carles III d'Espanya, que pel tractat de Viena va passar al seu fill Carles, que va esdevenir rei amb el nom de Carles IV de les Dues Sicílies a canvi de cedir els ducats del nord a Àustria, ocupació que es mantindrà fins al 1759, any en què la zona insular de Sicília passà a Ferran I de Dues Sicílies, fill de l'anterior

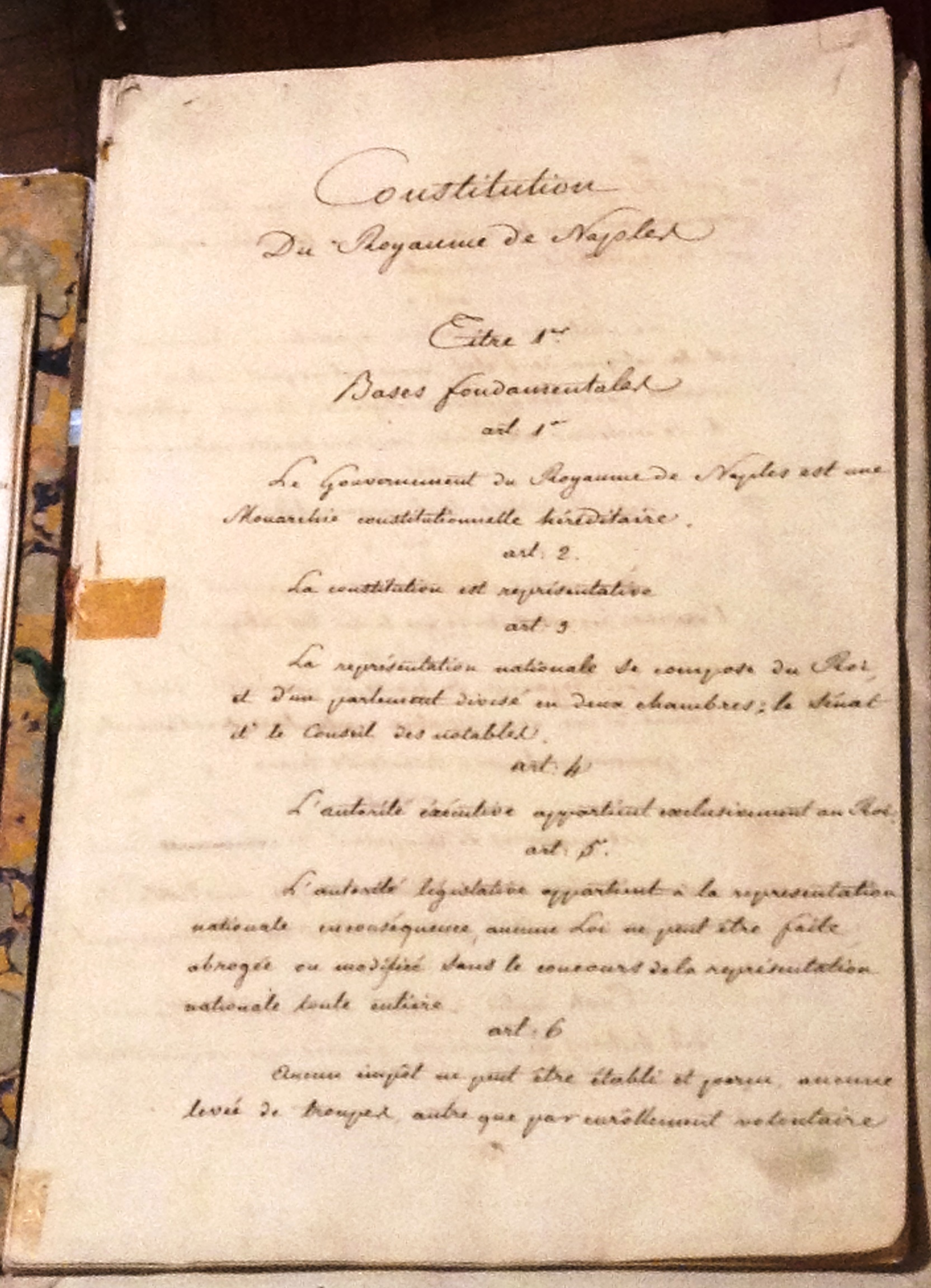
Constitució del Regne de Nàpols de 1808

Després del canvi d'aliances de Ferran I, la zona peninsular fou ocupada per l'Imperi francès durant la guerra de la Tercera Coalició, que en 1806 imposà com a rei Josep I Bonaparte i en 1808 Joachim Murat, que fou derrotat pels austríacs a la batalla de Tolentino i va fugir a Còrsega després de la caiguda de Napoleó.
Gràcies al Congrés de Viena del 1815, es tornà a formar el Regne de les Dues Sicílies, que fou governat per la casa de Borbó descendent de Carles III d'Espanya fins al 1860, any en què Garibaldi la conquerí per unificar-la al Regne d'Itàlia. Guglielmo Pepe va liderar una revolta al Regne de les Dues Sicílies en 1820 i va obligar al rei Ferran I a acceptar una nova constitució liberal.

## Heràldica del Regne de Nàpols

Escut d'armes (1285-1442)
Bandera (1285-1442)
Escut d'armes (1442-1816)
Bandera (1442-1816)